# Чани (езеро)
Чанѝ (Голямо Чани) (на руски: Чаны, Большие Чаны) е солено, безотточно езеро в Азиатската част на Русия, Новосибирска област. С площ от 1990 km² е най-голямото езеро в Новосибирска област и 9-о по големина в Русия.

## Географска характеристика

### Географски показатели
Езерото Чани е разположено в централната част на Барабинската низина (южната част на Западен Сибир), в югозападната част на Новосибирска област, на 106 m н.в.
Предполага се, че езерото е възникнало в края на ледниковия период, преди около 10 – 13 хил. години. То се състои от система от водоеми, съединени с протоци и плитководни участъци: Големи Чани, Малки Чани и Яркул. Най-големите водоеми са: Чиняхински, Тагано-Казанцевски и Ярковски, които се различават помежду си не само по морфометрични показатели (площ, дълбочина), но и по минерализацията на водата, характера на дънните отлагания, подхранването и др.
Площта на безотточното солено езеро е силно променлива: от 1400 km2 до 3500 km2, като средната площ е 1990 km2. За езерото са характерни циклични колебания на нивото му, които са свързани с климатично обусловените периоди на повишена влажност и периоди на засушаване. Освен сезонните и годишни колебания на нивото на водата с около 1 m се отбелязват и значителни колебания с период от 30 – 45 години. С отчитането на тези колебания е установено, че площта на езерото през последните 200 години се съкращава. Най-големи размери езерото е имало в края на ХVІІІ век – 12 хил. km2, а в началото на ХІХ век площта му се е съкратила до 8 хил. km2. През 1840-те години е започнало разделянето на езерото на отделни водоеми, а в края на ХІХ век площта му е намаляла до 3170 km2. През ХХ в. се наблюдават полифазни колебания на нивото на водата с амплитуда до 5 m. През 1960-те години площта му още повече намалява до 2 хил. km2.
Обемът на езерото Чани е 2,58 km3, с дължина 91 km и ширина 88 km. То е плитко, като максималните дълбочини достигат до 6 – 10 m, а на около 60% от езерото дълбочините са около 2 m, а максимална дълбочина 20 m. Бреговете му са ниски, силно изрязани, обрасли с влаголюбива растителност. Дъното е пясъчно или глинесто. За езерото са характерни множеството острови (около 70). Някои от тях (Черемушкин, Кобили, Перекопни, Бекарев, Калинов, Чиняиха, Шипягин, Кръгъл, Колотов, Камъшев) са паметници на природата с уникалния си ландшафт, явяващ се обиталище на редки видове растения и животни. Островите и полуостровите в езерото имат характерна особеност – голяма част от тях са „разтегнати“ от югозапад на североизток и представляват полупотопени ледникови моренни валове.

### Водосборен басейн
Водосборният басейн на езерото Чани е 23 600 km2, като се простира на територията на Новосибирска област, а една малка част на югозапад – на територията на Павлодарска област в Казахстан. Климатът в района на езерото е континентален със средна януарска температура от -19,7 °C и средна юлска – 18,3 °C.
Границите на водосборния басейн на езерото Чани са следните:
- на север – водосборния басейн на река Ом, десен приток на Иртиш;
- на североизток – водосборните басейни на малки и къси реки, леви притоци на Об;
- на юг и югозапад – водосборните басейни на малки безотточни реки, губещи се пределите на Барабинската низина.

### Хидроложки показатели
Езерото се подхранва основно от снежни води, а също и от водите на реките Каргат и Чулим, вливащи се в разположеното на югоизток от Чани езеро Малко Чани, което се свързва с голямото езеро чрез проток с дължина 7 km. Съществена роля във водния баланс на езерото съставляват валежите над водното огледало и изпарението от неговата повърхност.
Средногодишният речен приток от двете реки (Каргат и Чулим) се изчислява на 0,4 km3 и се отличава с голяма изменчивост. Максимален речен приток от 1,72 km3 е имало през 1948 г., а минимален – 0,013 km3 през 1968 г. В многогодишния воден баланс на езерото атмосферните валежи съставляват 53 – 56%.
Езерото замръзва през втората половина на октомври или първата половина на ноември, а се размразява през май. През лятото максималната зарегистрирана температурата на повърхността на водата е 28,3 °C.
Водата в различните части на езерото имат различна минерализация – от 0,8 до 20 г/л. В езерото Малки Чани, където се вливат реките Каргат и Чулим водата е сладка, в Големи Чани – слабо солена, а в езерото Яркул, най-отдалеченото от притока на прясна вода – силно солена.

## Стопанско значение, населени места
В езерото Чани обитават 16 вида риби. То се зарибява регулярно и се извършва промишлен улов на риба, който е започнал през 1926 – 1927 г. То играе важна рола при миграцията на множество видове водоплаващи птици. На брега на езерото са разположени 12 малки села, като в миналото те са били много повече. Крайбрежните райони се използват за ливади и пасища за домашни животни. водата на езерото се използва за технически нужди. Има местно корабоплаване. Езерото е популярно място за отдих, местен лов и риболов.

## Историческа справка
Предполага се, че названието на езерото произхожда от тюркската дума „чан“ – „съд с големи размери“. Изучаването на езерото започва в началото на ХVІІІ в., когато започва масовото заселване на Барабинската низина с руски преселници. Първото описание на езерото прави през 1786 г. големия руски зоолог и геолог от немски произход Петер Симон Палас. По-пълно описание на езерото е извършено през 1803 г. от руски землемер В.Филимонов. През 1895 г. на езерото започват хидроложки дейности под ръководството на руския инженер Йосиф Жилински. По материалите от своите изследвания през 1911 г. руският ихтиолог А.С.Скориков издава своя труд „Озëрное рыболовство в Барабинском районе“, съдържащ характеристики на релефа на езерната котловина, колебанията на нивото на езерото, химическия състав на водата, видовия състав на рибите и условията на храненето им. През 1932 г. в района на езерото работи експедиция на Ленинградския държавен университет. През средата на ХХ в. започват дейности с цел предотвратяване пресъхването на езерото. През 1972 г. чрез изграждането на голяма и висока дига (дамба) е отделен западния Юдински водоем на езерото, който е заемал около 30% от общата площ на езерото и от повърхността на който са се изпарявали голямо количество вода. Тази дига спомага да се повиши нивото в източната част на Чани с 0,5 m. Към края на ХХ в. бившият Юдински водоем практически пресъхва, останалата в него вода става много солена, а нивото на водата от двете страни на дигата се различава с няколко метра. С течение на времета изградената дига започва да се руши и за нейната реконструкция през 2005 г. са заделени средства от федералния бюджет. Независимо от изграждането на дигата, от 1979 до 1994 г. площта на езерото Чани се съкращава с 19%. През 1980-те години се изготвят проекти за повишаване нивото на водата в езерото, като се прехвърлят води от река Об по река Карасук или чрез канал от Васюганските блата до реките Каргат и Чулим. През 2001 г. е предложен друг проект за повишаване нивото на езерото, като е предложено да се извършат около 100 сондажа на дъното на езерото до 900 – 1200 m дълбочина, където са открити богати водоносни пластове.

## Топографски карти
- Лист от карта N-43.
- Лист от карта N-44.